# Reebok CrossFit Games 2019
Los Reebok CrossFit Games 2019, fueron la 13.ª edición de los CrossFit Games y se disputaron del 1 de agosto al 4 de agosto de 2019 en el Alliant Energy Center de Madison, Wisconsin, Estados Unidos.
La competición de este año fue destacada debido a que la forma de clasificación previa había cambiado; los ya conocidos Regionals fueron suprimidos por el alto coste económico y se crearon los Sanctioned Events, formados por competiciones de fitness ajenas a CrossFit que llegaron a un acuerdo con la marca para asociarse y actuar como eventos clasificatorios para los CrossFit Games. Además, otra de las novedades consistió en que en la categoría de equipos, ya podían competir los miembros del mismo aunque no perteneciesen a ningún box asociado a CrossFit.

## Clasificación

### CrossFit Open
El Open cambió para esta edición y los competidores que participaban en él ya no se clasificaban para los ya conocidos Regionals, sino que tuvieron que publicar sus resultados en forma de vídeo a través de internet o enviarlos certificados por un entrenador con licencia CrossFit siendo añadidos posteriormente a una clasificación a nivel nacional. Los campeones de cada país y categoría obtuvieron el pase directo al evento final, participando un total de 162 países y pudiendo hacerlo todos los que tuvieran al menos un box asociado a CrossFit.

### Mejores 20 competidores del mundo
Aunque no alcanzasen la primera posición nacional en el Open, los participantes tenían otra oportunidad para acceder a los CrossFit Games gracias a sus buenos resultados. Todos los que entraron entre las 20 mejores marcas del Open a nivel mundial, también ganaron una plaza, siempre y cuando no la hubieran conseguido previamente por otros medios.

### Sanctional Events
Los Sanctional Events consistieron en 15 eventos de fitness que tuvieron lugar entre diciembre de 2018 y junio de 2019, donde los ganadores de cada categoría conseguían el pase directo a los juegos. En caso de que los ganadores ya hubiesen obtenido el pase previamente, la clasificación se otorgó al siguiente mejor posicionado.
- Dubai CrossFit Championship - Dubái, Emiratos Árabes Unidos (del 12 al 15 de diciembre de 2018)[5]
- Wodapalooza CrossFit Festival - Miami, Florida, Estados Unidos (del 17 al 20 de enero de 2019)[6]
- Australian CrossFit Championship - Queensland, Australia (del 24 al 27 de enero de 2019)[7]
- CrossFit Fittest in Cape Town - Cape Town, Sudáfrica (del 30 de enero al 2 de febrero de 2019)[8]
- CrossFit Strength in Depth - Londres, Inglaterra (del 23 al 24 de febrero de 2019)[9]
- Mid Atlantic CrossFit Challenge - DC Armory, Washington D. C., Estados Unidos (del 12 al 14 de abril de 2019)[10]
- The CrossFit Lowlands Throwdown - Apeldoorn, Países Bajos (del 19 al 21 de abril de 2019)[11]
- CrossFit Italian Showdown - Milán, Italia (del 26 al 28 de abril de 2019)[12]
- Asia CrossFit Championship - China continental (del 27 al 30 de abril de 2019)[13]
- Reykjavik CrossFit Championship - Reykjavik, Islandia (del 3 al 5 de mayo de 2019)[14]
- Brazil CrossFit Championship - São Paulo, Brasil (del 17 al 19 de mayo de 2019)[15]
- Down Under CrossFit Championship - Wollongong, Australia (del 17 al 19 de mayo de 2019)[16]
- The Rogue Invitational - Columbus, Ohio (del 18 al 19 de mayo de 2019)[17]
- The Granite Games - Saint Cloud, Minnesota, Estados Unidos (del 30 de mayo al 2 de junio de 2019)[18]
- CrossFit French Throwdown - París, Francia (del 28 al 30 de junio de 2019)[19]

## Competición individual
Tras el periodo de clasificación, un total de 282 competidores individuales (148 hombres y 134 mujeres), obtuvieron el pase para los CrossFit Games 2019 en categoría individual. Debido al alto número de atletas que se clasificaron para el evento, la organización tuvo que implementar un sistema de corte para reducir la cantidad de participantes en el transcurso de cada fase. Al finalizar el primer evento, el número de atletas se vio reducido a 75, mientras que en el segundo los competidores se redujeron a 50 y en los eventos siguientes, los participantes se fueron reduciendo de 10 en 10 hasta quedar tan solo 10 competidores para el resto de los eventos.

### Jueves, 1 de agosto de 2019

#### Evento 1: Primer corte
Time Cap: 20 minutos
Cuatro rondas cronometradas de:
- Carrera de 400 metros (400 meter run)
- Trepar la cuerda tres veces sin piernas (Three legless rope climbs)
- 7 arrancadas en sentadillas (Seven squat snatches)

El peso de las arrancadas en sentadillas era de 84 kg (185 lb) para hombres y 59 kg (130 lb). Mathew Fraser y Tia-Clair Toomey, ambos defensores del título de campeones, ganaron este evento.

#### Evento 2: Segundo corte
Time Cap: 10 minutos
Prueba cronometrada donde cada competidor debía acumular 800 metros de remo en máquina, seguidamente realizar 66 repeticiones levantando dos pesas rusas sobre los hombros y finalmente caminar 40 metros (132 pies) haciendo el pino. Las pesas rusas tenían un peso de 15 kg (35 lb) para los hombres y 12 kg (26 lb) para las mujeres. Mathew Fraser volvió a alzarse con la victoria y Danielle Brandon lo hizo en categoría femenina. 

### Viernes, 2 de agosto de 2019

#### Evento 3: Ruck
Time Cap: 40 minutos
Los competidores realizaban corriendo 4 vueltas a un recorrido de 1.500 metros (4.900 pies) con una mochila con peso. El peso de la mochila aumentaba en cada vuelta, donde los competidores debían ir llenando su mochila con bolsas 4.5 kg (10 lb) al final de cada una, comenzando con un peso de 9 kg (20 lb) en la primera vuelta y finalizando con 22 kg (50 lb) en la última, recorriendo un total de 6.000 metros (20.000 pies). El sueco Lukas Högberg y Emily Rolfe fueron los ganadores de este evento.
Penalización: Durante la última ronda, una de las bolsas cayó de la mochila de Mathew Fraser haciendo que este llegase a la línea de meta con menos peso del que marcaban las normas. Esto supuso una penalización de 60 segundos que le llevó a registrar un tiempo de 25:50.09, cuando realmente terminó en 24:50.09 y pasando del 6º puesto al 17º.

#### Evento 4: Sprint Couplet
Time Cap: 6 minutos
- Empuje de trineo 52 metros (172 pies) (Sled push)
- Dominada completa en barra (18 para hombres y 15 para mujeres) (Bar muscle-ups)
- Empuje de trineo 52 metros (172 pies) (Sled push)

Los competidores tenían que recorrer 52 metros empujando un trineo hasta las barras, para realizar las dominadas completas y volver a empujar el trineo otros 52 metros hasta cruzar la línea de meta. Matt McLeod y Amanda Barnhart ganaron el evento.

#### Evento 5: Mery
AMRAP de 20 minutos
- 5 flexiones haciendo el pino (Five handstand push-ups)
- 10 sentadillas alternando una pierna (Ten alternating single-leg squats)
- 15 dominadas (Fifteen pull-ups)

En este tradicional entrenamiento de CrossFit o WOD (Workout of the Day), los participantes debían realizar el mayor número de repeticiones posibles en 20 minutos. Noah Ohlsen y Kari Pearce y  alcanzaron la primera posición del evento.

### Sábado, 3 de agosto de 2019

#### Evento 6: Sprint
Los competidores debían correr hasta una zona con 4 obstáculos en zig-zag que tenían que esquivar para cruzar seguidamente la línea de meta. Se realizaron 4 eliminatorias de 5 personas, donde los 10 mejores tiempos pasaron a la semifinal compuesta por 2 eliminatorias y en las que los 5 mejores tiempos llegaron a la final. Los ganadores individuales fueron Saxon Panchick y Kristin Holte. Tras este sexto evento, tan solo los 20 mejores competidores de la categoría individual (10 mujeres y 10 hombres) siguieron participando en el resto de eventos.

Simulación de una cargada en dos tiempos.

#### Evento 7: Split Triplet
Time Cap: 20 minutos
Cinco rondas cronometradas:
- Acenso y descenso de peg board o muro perforado (Peg board ascent)
- 100 saltos dobles a la cuerda (100 double-unders)
- 10 arrancadas de mancuerna con split y alternando brazos (10 single-arm dumbbell split snatches)
- 10 arrancadas de mancuerna en dos tiempos con split (10 single-arm dumbbell clean and split jerks)

Los competidores debían hacer 5 rondas completas para finalizar corriendo hacia la línea de meta y cruzarla en el menor tiempo posible. El peso de la mancuerna era de 36 kg (80 lb) para los hombres y de 25 kg (55 lb) para las mujeres. Mathew Fraser y Tia-Clair Toomey consiguieron alzarse con el primer puesto.
| Pos. | Competidor                | Tiempo   |
| ---- | ------------------------- | -------- |
| 1    | Mathew Fraser             | 15:36.60 |
| 2    | Noah Olsen                | 16:35.90 |
| 3    | Bjorgvin Karl Gudmundsson | 16:42.75 |
| 4    | Jacob Heppner             | 17:07.03 |
| 5    | James Newbury             | 17:17.46 |
| 6    | Scott Panchik             | 19:05.50 |
| 7    | Matt McLeod               | 19:14.46 |
| 8    | Adrian Mundwiler          | CAP+6    |
| 9    | Will Moorad               | CAP+113  |
| 10   | Saxon Panchik             | CAP+134  |

| Pos.  | Competidor                | Tiempo   |
| ----- | ------------------------- | -------- |
| 1     | Tia-Clair Toomey          | 14:07.10 |
| 2     | Karissa Pearce            | 14:34.71 |
| 3     | Katrín Davidsdóttir       | 15:10.09 |
| 4     | Jamie Greene              | 15:32.03 |
| 5     | Kristin Holte             | 16:10.92 |
| 6     | Haley Adams               | 17:28.35 |
| 7     | Bethany Shadburne         | 17:54.87 |
| 8     | Thuridur Erla Helgadottir | 19:21.03 |
| Desc. | Anna Fragkou              | CAP+10   |
| 9     | Amanda Barnhart           | CAP+17   |

#### Evento 8: Clean
El evento consistía en levantar la barra desde el suelo hasta la altura de los hombros, técnica conocida como «clean» (la primera parte de un levantamiento en dos tiempos). Se trató de una eliminatoria donde se iba aumentando el peso de la barra y con ello la dificultad de la prueba, comenzando en 143 kg (315 lb) para los hombres y en 98 kg (215 lb) para las mujeres. 
En el caso de que más de un competidor fallase, se realizaba una prueba de tie-break (desempate) donde tendrían que hacer 5 repeticiones con 134 kg (195 lb) los hombres y 88 kg (195 lb) las mujeres, corriendo al terminarlas hacia la línea de meta en el menor tiempo posible. Una vez más, Mathew Fraser y Tia-Clair Tomey se hicieron con la victoria, levantando 172 kg (380 lb) y 120 kg (265 lb) respectivamente.
| Pos. | Competidor                | Peso            |
| ---- | ------------------------- | --------------- |
| 1    | Mathew Fraser             | 172 kg (380 lb) |
| 2    | Scott Panchik             | 170 kg (375 lb) |
| 3    | Adrian Mundwiler          | 165 kg (365 lb) |
| 4    | Bjorgvin Karl Gudmundsson | 165 kg (365 lb) |
| 5    | Noah Olsen                | 161 kg (355 lb) |
| 6    | Saxon Panchik             | 161 kg (355 lb) |
| 7    | James Newbury             | 156 kg (345 lb) |
| 8    | Jacob Heppner             | 152 kg (335 lb) |
| 9    | Matt McLeod               | 147 kg (325 lb) |
| 10   | Will Moorad               | -               |

| Pos.  | Competidor                | Peso            |
| ----- | ------------------------- | --------------- |
| 1     | Tia-Clair Toomey          | 120 kg (265 lb) |
| 2     | Amanda Barnhart           | 118 kg (260 lb) |
| Desc. | Anna Fragkou              | 104 kg (230 lb) |
| 3     | Katrín Davidsdóttir       | 104 kg (230 lb) |
| 4     | Kristin Holte             | 102 kg (225 lb) |
| 5     | Jaime Greene              | 100 kg (220 lb) |
| 6     | Thuridur Erla Helgadottir | 97 kg (215 lb)  |
| 7     | Karissa Pearce            | Tie-break       |
| 8     | Bethany Shadburne         | Tie-break       |
| 9     | Haley Adams               | -               |

### Domingo, 4 de agosto de 2019

#### Evento 9: Swim Paddle
Time Cap: 5 minutos
Prueba de natación que consistía en recorrer un total de 1 kilómetro (3.300 pies) a nado hasta una boya y volviendo de nuevo a la línea de salida, cogiendo seguidamente una tabla de Paddle surf sin utilizar remo para realizar seguidamente el mismo recorrido. Consiguieron el primer puesto Matt McLeod y Tia-Clair Toomey.
| Pos. | Competidor                | Tiempo   |
| ---- | ------------------------- | -------- |
| 1    | Matt McLeod               | 25:12.29 |
| 2    | James Newbury             | 27:22.91 |
| 3    | Noah Olsen                | 27:45.69 |
| 4    | Bjorgvin Karl Gudmundsson | 28:14.96 |
| 5    | Mathew Fraser             | 29:04.68 |
| 6    | Saxon Panchik             | 29:35.41 |
| 7    | Jacob Heppner             | 31:16.53 |
| 8    | Scott Panchik             | 32:40.83 |
| 9    | Will Moorad               | 33:35.52 |
| 10   | Adrian Mundwiler          | 35:52.24 |

| Pos.  | Competidor          | Tiempo   |
| ----- | ------------------- | -------- |
| 1     | Tia-Clair Toomey    | 25:12.25 |
| 2     | Haley Adams         | 28:18.50 |
| 3     | Bethany Shadburne   | 28:26.58 |
| 4     | Jamie Greene        | 28:32.16 |
| 5     | Amanda Barnhart     | 28:32.52 |
| 6     | Kristín Holte       | 30:17.62 |
| 7     | Karissa Pearce      | 31:34.67 |
| 8     | Katrín Davidsdóttir | 32:36.98 |
| 9     | Amanda Barnhart     | 32:42.99 |
| Desc. | Anna Fragkou        | 38:58.31 |

#### Eventos 10: Ringer 1
Time Cap: 7 minutos (mujeres) - 6 minutos (hombres)
Desde el comienzo del Ringer 1, un tiempo paralelo se iniciaba al mismo tiempo, siendo el encargado de indicar el inicio del Ringer 2 automáticamente al alcanzar los 7 minutos; desde el momento en el que los competidores cruzaron la línea de meta del Ringer 1, solo podían descansar el tiempo restante hasta cumplirse los 7 minutos establecidos. Durante el Ringer 2, debían completar el grupo de ejercicios indicados y volver a cruzar la línea de meta. 
- 30 calorías en bicicleta estática
- 30 pies a anillas
- 20 calorías en bicicleta estática
- 20 pies a anillas
- 10 calorías en bicicleta estática
- 10 pies a anillas

| Pos. | Competidor                | Tiempo  |
| ---- | ------------------------- | ------- |
| 1    | James Newbury             | 3:47.25 |
| 2    | Mathew Fraser             | 3:49.52 |
| 3    | Bjorgvin Karl Gudmundsson | 3:55.66 |
| 4    | Noah Olsen                | 4:06.75 |
| 5    | Jacob Heppner             | 4:27.13 |
| 6    | Scott Panchik             | 4:35.27 |
| 7    | Matt McLeod               | 4:39.15 |
| 8    | Adrian Mundwiler          | 4:41.25 |
| 9    | Saxon Panchik             | 4:41.66 |
| 10   | Will Moorad               | 5:02.65 |

| Pos.  | Competidor                | Tiempo  |
| ----- | ------------------------- | ------- |
| 1     | Katrín Davidsdóttir       | 5:09.87 |
| 2     | Bethany Shadburne         | 5:38.21 |
| 3     | Kristín Holte             | 5:43.70 |
| 4     | Tia-Clair Toomey          | 5:44.63 |
| 5     | Haley Adams               | 5:45.49 |
| 6     | Jaime Greene              | 5:52.21 |
| 7     | Karissa Pearce            | 5:54.13 |
| 8     | Amanda Barnhart           | 6:00.45 |
| Desc. | Anna Fragkou              | 6:11.82 |
| 9     | Thuridur Erla Helgadottir | CAP     |

#### Eventos 11: Ringer 2
Time Cap: 5 minutos
El peso de la barra fue de 61 kg (135 lb) para las hombres y de 43 kg (95 lb) para las mujeres. Los Ringer puntuaban de forma independiente, por lo que la atleta femenina Katrín Davidsdóttir se hizo con la victoria en ambos eventos, mientras en la categoría masculina James Newbury venció en el Ringer 1 y Mathew Fraser en el Ringer 2.
- 15 burpees tocando anillas
- 15 sentadillas con barra
- 10 burpees tocando anillas
- 10 sentadillas con barra
- 5 burpees tocando anillas
- 5 sentadillas con barra

| Pos. | Competidor                | Tiempo  |
| ---- | ------------------------- | ------- |
| 1    | Mathew Fraser             | 3:06.94 |
| 2    | Bjorgvin Karl Gudmundsson | 3:15.61 |
| 3    | Scott Panchik             | 3:25.95 |
| 4    | Jacob Heppner             | 3:29.73 |
| 5    | Noah Olsen                | 3:31.98 |
| 6    | Adrian Mundwiler          | 3:37.85 |
| 7    | Saxon Panchik             | 3:42.24 |
| 8    | James Newbury             | 4:44.95 |
| 9    | Matt McLeod               | 4:59.00 |
| 10   | Will Moorad               | CAP+40  |

| Pos.  | Competidor                | Tiempo  |
| ----- | ------------------------- | ------- |
| 1     | Katrín Davidsdóttir       | 2:53.29 |
| 2     | Amanda Barnhart           | 3:06.76 |
| 3     | Tia-Clair Toomey          | 3:14.03 |
| 4     | Thuridur Erla Helgadottir | 3:16.45 |
| 5     | Haley Adams               | 3:33.52 |
| 6     | Jaime Greene              | 3:35.62 |
| 7     | Kristín Holte             | 3:49.14 |
| Desc. | Anna Fragkou              | 3:59.06 |
| 8     | Bethany Shadburne         | 3:59.96 |
| 9     | Karissa Pearce            | CAP+8   |

### Evento 12: The Standard
Time Cap: 12 minutos
Para el evento final de los CrossFit Games 2019, se realizaron tres de los entrenamientos más clásicos y comunes de CrossFit utilizando pesos de 61 kg (135 lb) para hombres y 43 kg (95 lb) para mujeres; comenzando por 30 repeticiones de dos tiempos (Grace), 30 dominadas o (muscle-ups) y 30 arrancadas (Isabel) para terminar en el menor tiempo posible. Como ya se había repetido en eventos anteriores, volvieron a salir victoriosos Mathew Fraser y Tia-Clair Toomey, quienes terminaron siendo los campeones de la competición.
- 30 dos tiempos (30 clean and jerks)
- 30 dominadas completas en anillas (30 ring muscle-ups)
- 30 arrancadas (30 snatches)

| Pos. | Competidor                | Tiempo   |
| ---- | ------------------------- | -------- |
| 1    | Mathew Fraser             | 8:05.78  |
| 2    | Noah Olsen                | 8:09.97  |
| 3    | Bjorgvin Karl Gudmundsson | 8:22.80  |
| 4    | Scott Panchik             | 8:35.65  |
| 5    | Adrian Mundwiler          | 8:52.84  |
| 6    | Matt McLeod               | 8:57.50  |
| 7    | Jacob Heppner             | 9:01.96  |
| 8    | Saxon Panchik             | 10:06.60 |
| 9    | James Newbury             | 10:58.69 |
| 10   | Will Moorad               | CAP+90   |

| Pos.  | Competidor                | Tiempo   |
| ----- | ------------------------- | -------- |
| 1     | Tia-Clair Toomey          | 8:25.09  |
| 2     | Jaime Greene              | 9:14.71  |
| Desc. | Anna Fragkou              | 9:34.27  |
| 3     | Kristín Holte             | 9:38.26  |
| 4     | Karissa Pearce            | 9:47.12  |
| 5     | Amanda Barnhart           | 10:04.82 |
| 6     | Thuridur Erla Helgadottir | 10:35.00 |
| 7     | Haley Adams               | 10:40.00 |
| 8     | Katrín Davidsdóttir       | 10:56.22 |
| 9     | Bethany Shadburne         | 10:57.10 |

## Competición por equipos

### Jueves, 1 de agosto de 2019

#### Evento 1: Assault to Bob
Time Cap: 17 minutos
Cuatro rondas cronometradas de:
- 25 (hombres), 18 (mujeres) calorías en bicicleta estática (18♀/25♂ air bike calories)
- 30 pies a barra (30 toes-to-bars)
- Empujar a Big Bob (Big Bob push)

Compitieron al mismo tiempo todos los equipos, teniendo que quemar 25 calorías los hombres y 18 calorías las mujeres sobre una bicicleta estática; seguidamente, pasar a colgarse de las barras realizando 30 pies a barra (30 toes-to-bars) donde la estrategia utilizada era realizar el ejercicio todos los miembros del equipo en total sincronía, buscando la mayor eficiencia. Para finalizar, los 4 miembros del equipo al mismo tiempo debían empujar un gran trineo bautizado como «Big Bob» con un peso de más de 350 kg (770 lb). Los campeones del evento fueron los Mayhem Freedom, capitaneados por el histórico de los juegos Rich Froning Jr. y tan solo 4 equipos pudieron terminar dentro del límite de tiempo (CAP), de los 14 que participaban.

#### Evento 2: Rope Worm
Time Cap: 18 minutos
- 7 Escaladas de cuerda sincronizadas (Synchro rope climbs)
- 42 Worm thrusters
- 5 Escaladas de cuerda sincronizadas
- 30 Worm thrusters
- 3 Escaladas de cuerda sincronizadas
- 18 Worm thrusters

Los equipos comenzaban corriendo hacia la cuerda y debían escalarla de forma sincronizada, tocando todos al mismo tiempo la viga superior para dar por válido cada ascenso. Tuvieron que hacer 3 rondas, siendo la primera de 7 escaladas y 42 worm thrusters, seguida de 5 y 30 para finalizar con 3 y 18 respectivamente. El equipo Mayhem Freedom se hizo con la victoria en este evento, finalizando en 12:01.38.
El worm o gusano, es un tronco de tela lastrado de 30 centímetros de diámetro (12 pulgadas), 3,35 metros de longitud (11 pies) y con un peso total de 162 kg (385 lb), segmentado en 4 partes de 45 kg (100 lb), 32 kg (70 lb), 45 kg (100 lb) y 32 kg (70 lb), para poder distribuir el peso entre los miembros del equipo según su condición física. 
| Pos. | Competidor         | Tiempo   |
| ---- | ------------------ | -------- |
| 1    | Mayhem Freedom     | 12:01.38 |
| 2    | OC3 Black          | 12:52.85 |
| 3    | Central Beasts     | 13:10.11 |
| 4    | Invictus X         | 13:38.47 |
| 5    | Project X          | 13:55.43 |
| 6    | Invictus           | 14:25.41 |
| 7    | CrossFit Krypton   | 14:34.47 |
| 8    | Team JST Compete   | 14:56.11 |
| 9    | CrossFit Vondelgym | 15:28.75 |
| 10   | CrossFit Alioth    | 15:34.77 |
| 11   | Don't Stop         | 15:41.40 |
| 12   | Invictus Boston    | 16:54.05 |
| 13   | PRO1               | 16:55.74 |
| 14   | X-Terminators      | CAP+11   |

#### Evento 3: Clean and Jerk
Time cap: 7 minutos
Comenzó tan solo unos minutos después de que el último equipo de cada eliminatoria, cruzase la línea de meta en el anterior evento. En esta ocasión, tenían 7 minutos para montar discos sobre una barra olímpica de 20 kg y posteriormente ir realizando levantamientos en dos tiempos, adaptando el peso a la capacidad de cada atleta. Al finalizar el evento, se convertían en puntos la suma del mayor peso levantado por cada miembro del equipo, siendo el equipo Invictus el ganador con 526 kg (1160 lb).
| Pos. | Competidor         | Tiempo           |
| ---- | ------------------ | ---------------- |
| 1    | Invictus           | 526 kg (1160 lb) |
| 2    | Mayhem Freedom     | 508 kg (1120 lb) |
| 3    | CrossFit Krypton   | 500 kg (1100 lb) |
| 4    | Invictus Boston    | 494 kg (1090 lb) |
| 5    | Don't Stop         | 492 kg (1085 lb) |
| 6    | Central Beasts     | 490 kg (1080 lb) |
| 6    | PRO1               | 490 kg (1080 lb) |
| 7    | X-Terminators      | 476 kg (1050 lb) |
| 7    | OC3 Black          | 476 kg (1050 lb) |
| 7    | CrossFit Alioth    | 476 kg (1050 lb) |
| 11   | Invictus X         | 469 kg (1035 lb) |
| 12   | Project X          | 462 kg (1020 lb) |
| 12   | Team JST Compete   | 462 kg (1020 lb) |
| 13   | CrossFit Vondelgym | 449 kg (990 lb)  |

### Viernes, 2 de agosto de 2019

#### Evento 4: Team Ruck
Time cap: 40 minutos

#### Evento 5: Team Strongman's Fear
Time cap: 16 minutos

### Sábado, 3 de agosto de 2019

#### Evento 6: Sprint Relay
En este evento de sprint, los equipos realizaron directamente la semifinal en tres grupos de 4, 4 y 3 equipos. La prueba era la misma que en la categoría individual, pero en esta categoría se realizó a modo de relevos, donde cada miembro del equipo tenía que hacer el sprint y chocar la mano con el compañero al cruzar la línea de meta, hasta completar la prueba todos ellos. Pasaban a la final de la eliminatoria los 5 mejores tiempos. Los miembros de CrossFit Krypton fueron los ganadores del evento.

#### Evento 7: Big Chipper
Time cap: 25 minutos

### Domingo, 4 de agosto de 2019

#### Evento 8: Team Swim Paddle
Time Cap: 60 minutos

#### Evento 9: The Trio
Time cap: 25 minutos

## Competición Masters y Adolescentes

### Viernes, 2 de agosto de 2019

#### Evento 1: Row Burpee
Masters 35-39, 40-44, 45-49, 50-54 y Adolescentes 14-15, 16-17

#### Evento 2: Ruck
Masters 35-39, 40-44, 45-49, 50-54 y Adolescentes 16-17
Masters 55-59, +60 y Adolescentes 14-15

#### Evento 3: Two Ropes
Masters 35-39, 40-44, 45-49 y Adolescentes 16-17
Masters 50-54 y Adolescentes 14-15
Masters 55-59, +60

### Sábado, 3 de agosto de 2019

#### Evento 4: Sandbag Triplet
Masters 35-39, 40-44, 45-49, 50-54 y Adolescentes 16-17
Masters 55-59 y Adolescentes 14-15
Masters +60

#### Evento 5: Down and Back Chipper
Masters 35-39, 40-44, 45-49 y Adolescentes 16-17
Masters 50-54 y Adolescentes 14-15
Masters 55-59, +60

### Domingo, 4 de agosto de 2019

#### Evento 6: 2-Rep OVH (Over Head Squat)
Masters 35-39, 40-44, 45-49, 50-54, 55-59, +60 y Adolescentes 14-15, 16-17

#### Evento 7: Bicouplet 2
Masters 35-39, 40-44, 45-49 y Adolescentes 16-17
Masters 50-54 y Adolescentes 14-15
Masters 55-59, +60

#### Evento 8: Bicouplet 1
Masters 35-39, 40-44, 45-49 y Adolescentes 16-17
Masters 50-54 y Adolescentes 14-15
Masters 55-59, +60

## Podios por categorías

### Individual y equipos
| Pos.              | Masculino individual      | Femenino individual | Equipos                 |
| ----------------- | ------------------------- | ------------------- | ----------------------- |
| Medalla de oro    | Mathew Fraser             | Tia-Clair Toomey    | CrossFit Mayhem Freedom |
| Medalla de plata  | Noah Olsen                | Kristin Holte       | CrossFit Krypton        |
| Medalla de bronce | Björgvin Karl Gudmundsson | Jamie Greene        | Invictus                |

### Master masculino
| Pos.              | 35-39               | 40-44        | 45-49         | 50-54         | 55-59        | +60            |
| ----------------- | ------------------- | ------------ | ------------- | ------------- | ------------ | -------------- |
| Medalla de oro    | Nick Urankar        | Jason Grubb  | Joel Hughes   | Kevin Koester | Joe Ames     | Gord MacKinnon |
| Medalla de plata  | Jordan Troyan       | Richard Vint | Justin Lasala | Gregg Geerdes | Ken Idler    | Dan Brannagan  |
| Medalla de bronce | Sigurdur Prastarson | Caine Hayes  | Chad Agustin  | Vic McQuaide  | Allen Duarte | Carl Giuffre   |

### Master femenino
| Pos.              | 35-39               | 40-44        | 45-49              | 50-54          | 55-59               | +60              |
| ----------------- | ------------------- | ------------ | ------------------ | -------------- | ------------------- | ---------------- |
| Medalla de oro    | Anna Tobias         | Joey Kimdon  | Janet Black        | Jana Slyder    | Laurie Meschishnick | Susan Clarke     |
| Medalla de plata  | Carleen Mathews     | Kelly Friel  | Semma Burba        | Chris Nelson   | Linda Elstun        | Patricia McGill  |
| Medalla de bronce | Becca Voight Miller | Deanna Posey | Jolaine Undershute | Joyanne Cooper | April Watkins       | Pauline Sciascia |

### Adolescentes
| Pos.              | Masculino 14-15       | Masculino 16-17 | Femenino 14-15 | Femenino 16-17 |
| ----------------- | --------------------- | --------------- | -------------- | -------------- |
| Medalla de oro    | David Bradley         | Dallin Pepper   | Emma Cary      | Chloe Smith    |
| Medalla de plata  | Amato Mazzocca        | Matúš Kočar     | Gigi Sabatini  | Sophia Grimmer |
| Medalla de bronce | Brynjar Ari Magnússon | Tudor Magda     | Emma Lawson    | Paige Powers   |

1. ↑  Paul Perna finalizó en primera posición pero fue descalificado al dar positivo en sustancias dopantes. Debido a esto, Gord Mackinnon ascendió al primer puesto.[23]
2. ↑  Robbie Perovich finalizó en tercera posición pero fue descalificado al dar positivo en sustancias dopantes. Debido a esto, Caine Hayes ascendió al tercer puesto.[24]
3. ↑  Marion Valkenburg finalizó en tercera posición pero fue descalificado al dar positivo en sustancias dopantes. April Watkins había finalizado quinta, pero Hailey Thompson que había quedado en la cuarta posición también dio positivo en el control, lo que hizo que Watkins entrase al podio ocupando la tercera posición.[25]

## Casos de dopaje
Como en todas las competiciones de alto rendimiento, es obligatorio para todos los participantes el realizarse controles antidopaje si son solicitados. Esto se debe a que el gran esfuerzo físico que exigen este tipo de deportes junto a la competitividad de muchos de los atletas, hace que en ocasiones intenten acelerar su rendimiento artificialmente a base de sustancias dopantes determinadas por la WADA (Agencia Mundial Antidopaje), lo que supone una ventaja ilegal sobre los demás participantes que no las usan, ya que los atletas deben competir en igualdad de condiciones.
Durante los controles de CrossFit Games 2019, se llegaron a detectar hasta 18 positivos que sentenciaron a los afectados con una sanción de 4 años sin competir en ninguna competición relacionada con la marca CrossFit. Algunos intentaron revocar la sanción reclamando a la organización, pero no pudieron conseguir pruebas fehacientes que probasen su inocencia.
A continuación se indican los atletas que dieron positivo junto a las sustancias prohibidas que se encontraban en su organismo:

### CrossFit Games 2019
- Gabor Torok: Estanozolol (16β-hydroxystanozolol) y Clomifeno[27]
- Vincent López: Testosterona exógena
- Paul Perna: Testosterona exógena
- Robbie Perovich: GW1516 sulfóxido y GW1516 sulfona y ostarine.
- Marion Valkenburg: Estanozolol metabolitos (3'-hydroxystanozolol y 16β-hydroxystanozolol)
- Katie Trombetta: GW1516 (Endurabol) y Ostarine[28]
- Franky Wood: 3-hydroxy-4-methoxytamoxifen y hCG (Hormona Gonadotropina Coriónica)
- Achilleas Pantazis: GW1516 sulfóxido, GW1516 sulfona
- Anna Fragkou: Turinabol oral
- Haylie Thompson: GW1516 sulfóxido, GW1516 sulfona

### Open de Argentina
Aunque estos dos atletas dieron positivo en un evento no clasificatorio para los CrossFit Games, ambos habían participado en el Open representando a Argentina, quedando tercero y decimosexto respectivamente.
- Mauro Acevedo: Turinabol oral, metabolitos, GW1516 sulfóxido y GW1516 sulfona[28]
- Juan Sforzini: Estanozolol metabolitos

### Reykjavik CrossFit Championship
- Elly Kabbord: Clenbuterol[29]
- Hinrik Ingi Óskarsson: Ostarine y RAD140

### Mid-Atlantic CrossFit Challenge
- Lauren Herrera: Andarine, una metabolización de LGD4033 y metabolitos de GW1516[30]
- Chantelle Loehner: Turinabol oral

### Down Under CrossFit Championship
- Manila Pennacchio: Modulador hormonal y metabólico GW1516[31]
- Ben Garard: GW1516 sulfóxido y GW1516 sulfona

## Atletas transgénero
Como novedad en 2019, la organización de los CrossFit Games quiso mejorar las condiciones de la comunidad de atletas transgénero en la competición, modificando el reglamento y permitiendo que los atletas pudiesen registrarse y competir de acuerdo con su identidad de género y no por su sexo de nacimiento.